# Ahmed Mohamed Sallouma
Ahmed Mohamed Sallouma (arab. أحمد محمد سلوما; ur. w 1959) – libijski lekkoatleta, olimpijczyk.
Sallouma wystąpił na Letnich Igrzyskach Olimpijskich 1980 w dwóch konkurencjach. W biegu eliminacyjnym na 200 m zajął ostatnie 6. miejsce z wynikiem 22,88 s (jego rezultat był lepszy wyłącznie od 4 zawodników). Znalazł się także w składzie libijskiej sztafety 4 × 400 m (wraz z Bashirem Al-Fellahem, Salemem El-Marginim i El-Mehdim Sallahem Diabem), która zajęła 6. miejsce w swoim biegu eliminacyjnym, nie awansując tym samym do finału zawodów.
Rekordy życiowe: bieg na 200 m – 22,30 s (1978), bieg na 400 m – 49,29 s (1983).